# Flavio Anastasia
Flavio Anastasia, född 30 januari 1969 i Mariano Comense, Italien, är en italiensk tävlingscyklist som tog OS-silver i lagtempoloppet vid olympiska sommarspelen 1992 i Barcelona.